# Ola Englund
Ola Englund właściwie Mats Ola Englund (ur. 27 września 1981 w Lidingö) – szwedzki muzyk, kompozytor i wokalista, a także producent muzyczny i inżynier dźwięku. Ola Englund znany jest przede wszystkim z występów w death-thrash metalowym zespole Feared, którego był współzałożycielem. Wcześniej występował w thrash metalowym zespole Subcyde. W 2010 roku został gitarzystą metalcore'owej grupy Scarpoint. W latach 2010–2012 współpracował z doom metalową grupą Sorcerer. W 2012 roku jako drugi gitarzysta dołączył do amerykańskiego zespołu death metalowego Six Feet Under. Englund opuścił grupę rok później po nagraniu jednego albumu. W 2013 dołączył do formacji The Haunted, w której zastąpił Andersa Björlera.
Jako producent i inżynier współpracował m.in. z takimi zespołami jak: Canopy, Illusion of Clarity, Immolation, Overtorture, Qantice, Scar Symmetry oraz Unleashed.
Ola Englund jest endorserem instrumentów firmy Washburn, która produkuje sygnowane przez muzyka modele gitar sześcio- i siedmiostrunowych w serii pod nazwą Solar. Natomiast firma Randall produkuje, także sygnowany przez muzyka, wzmacniacz gitarowy pod nazwą Satan.

## Instrumentarium
- Washburn PX-Solar6C - gitara sześciostrunowa[10]
- Washburn PX-Solar6DLXC - gitara sześciostrunowa[10]
- Washburn PX-Solar7C - gitara siedmiostrunowa[10]
- Washburn PX-Solar6DLXC - gitara sześciostrunowa[10]
- Washburn PX-Solar7DLXC - gitara siedmiostrunowa[10]
- Washburn PX-SOLAR160WHM - gitara sześciostrunowa[10]
- Washburn PX-SOLAR16DLXC - gitara sześciostrunowa[10]